# Iván Arboleda
Iván Arboleda, né le 21 avril 1996 à Tumaco en Colombie, est un footballeur international colombien qui évolue au poste de gardien de but au Millonarios FC.

## Biographie

### Banfield
Né à Tumaco en Colombie, Iván Arboleda est formé dans le club de Deportivo Pasto, avant de rejoindre l'Argentine et le CA Banfield en 2014. Il ne joue cependant pas tout de suite avec l'équipe première, et se contente ensuite d'un rôle de doublure. C'est le 20 mars 2016 qu'il fait ses débuts avec Banfield, face à l'un des cadors du championnat argentin, River Plate. Il est titulaire ce jour-là, et les deux équipes se partagent les points (1-1). Il gagne une place de titulaire dans les buts de Banfield au cours de l'année 2018.
Le 19 février 2020, après un match perdu face à River Plate (1-0) où Arboleda s'est pourtant distingué avec pas moins de huit arrêts et étant élu gardien de cette journée de championnat, son entraîneur Julio César Falcioni déclare qu'il doit devenir le gardien titulaire de la sélection colombienne pour plusieurs années. En septembre 2020, Arboleda affirme vouloir jouer en Europe.

### Rayo Vallecano
Le 4 septembre 2021, Iván Arboleda rejoint le Rayo Vallecano.
Alors qu'il n'a pas eu l'occasion de jouer un seul match avec le Rayo Vallecano, Arboleda est prêté le 28 janvier 2022 au Newell's Old Boys jusqu'à la fin de la saison.

### Anórthosis Famagouste
Après être resté un an sans club, Iván Arboleda rejoint Chypre à l'été 2023 pour s'engager en faveur de l'Anórthosis Famagouste.

### Millonarios FC
Le 6 juillet 2024, Iván Arboleda fait son retour en Colombie en signant en faveur du Millonarios FC. Il signe un contrat d'un an, soit jusqu'en juin 2025.

### En équipe nationale
Iván Arboleda figure parmi les 35 joueurs présélectionnés pour disputer la coupe du Monde 2018 en Russie avec l'équipe de Colombie, mais il n'est finalement pas retenu dans la liste finale. Il honore sa première sélection avec l'équipe de Colombie le 26 mars 2019, contre la Corée du Sud, à l'occasion d'un match amical. Titularisé dans le but des Cafeteros, son équipe s'incline par deux buts à un ce jour-là.